# Rosenberg (Putzar)

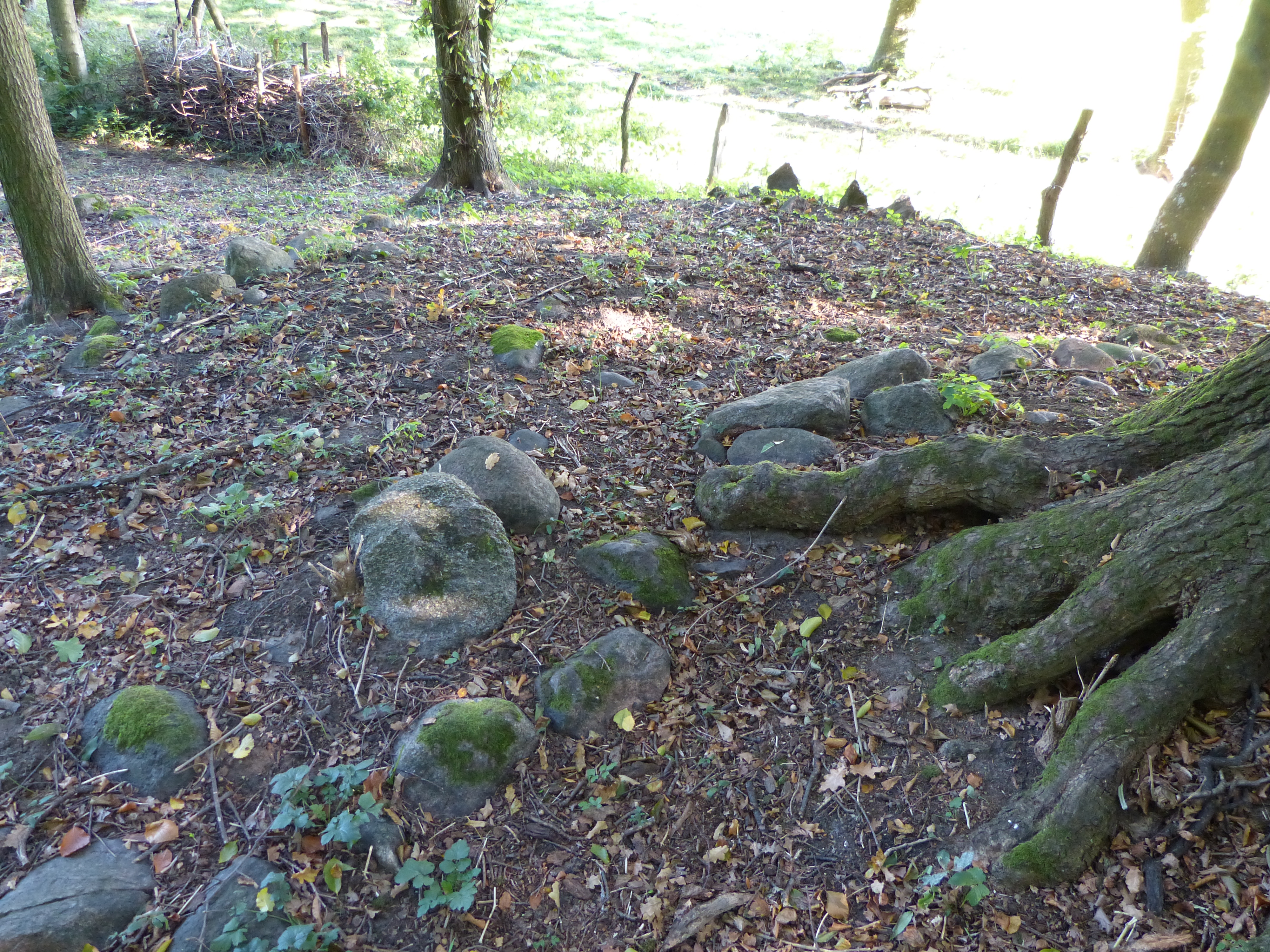
Auf dem Plateau

Als Rosenberg wird der Burgstall einer ehemaligen Turmhügelburg (Motte) im Ortsteil Putzar der Gemeinde Boldekow im Landkreis Vorpommern-Greifswald in Mecklenburg-Vorpommern bezeichnet.

## Anlage
Das nördlich des Landgrabens in Vorpommern gelegene Putzar war seit der ersten Hälfte des 13. Jahrhunderts Grenzort zur damals brandenburgischen Herrschaft Stargard, die um die Wende zum 14. Jahrhundert an Mecklenburg gelangte. Der Putzarer Turmhügel ist nicht datiert, die meisten dieser Befestigungen wurden im pommerschen Raum im 13. und 14. Jahrhundert von eingewanderten deutschen Adligen angelegt. Die zusammen mit dem Ort 1306 erfolgte erste urkundliche Erwähnung einer im Bau befindlichen Befestigung, wird eher mit einem Vorgängerbau von Schloss Putzar in Verbindung gebracht.
Der Turmhügel befindet sich an der südöstlichen Grenze des Landschaftsparks von Schloss Putzar zum unmittelbar anschließenden Weideland. Der Hügel ist flach geböscht und etwa 3 Meter hoch. Von Westen führt eine vorgelagerte rund 10 Meter lange Rampe hinauf. Das Plateau hat eine Ausdehnung von 7 Meter mal 6 Meter.
An der Nordseite des Hügels wurde später eine Einbuchtung oder Nische angelegt, um dort einen Sitzplatz aufzunehmen. 
Der Turmhügel wurde 1966 oberflächlich untersucht, vermessen und unter Nr. 1 der Gemarkung Putzar in die Bodendenkmalliste eingetragen.